# 夏杰思
夏杰思（法語：Jean-Sébastien Dominique Francois Jacques, 1971年10月—）是一位法国企业家。中文名叫夏杰思。

## 生平
1971年出生于法国，毕业于路易大帝中学和巴黎中央理工学院。2007至2011年担任塔塔钢铁的集团战略总监，2011年10月加入力拓集团，2016年升任首席执行官。因力拓集团推进项目时炸毁一处澳大利亚原住民居住遗址，2020年9月11日被迫宣布离职。

## 家庭
已婚，和妻子及两个女儿住在伦敦。

## 荣誉
2019年被《哈佛商业评论》评为全球最优秀百位首席执行官之一。